# Hôpital Sainte-Anne (Mont-de-Marsan)
Pour les articles homonymes, voir Hôpital Sainte-Anne.
L'hôpital Sainte-Anne est un hôpital psychiatrique situé sur la commune de Mont-de-Marsan, dans le département français des Landes. Depuis 2000, il est un des trois établissements du Centre Hospitalier de Mont-de-Marsan.

## Présentation
Le Centre Hospitalier de Mont de Marsan résulte de la fusion de 3 établissements :
- en 1982, entre l'hôpital Layné, fondé en 1939 à Mont-de-Marsan, et l'hôpital de Nouvielle, créé en 1935 à Bretagne-de-Marsan
- en 2000, entre  les deux précédents et l'hôpital Sainte-Anne, spécialisé en psychiatrie.

Les pathologies justifiant une hospitalisation sont la dépression, les névroses, les troubles bipolaires, le syndrome confusionnel et le handicap mental grave (schizophrénie, etc.). Aux hospitalisations s'ajoutent les consultations externes et les hospitalisations de jour.

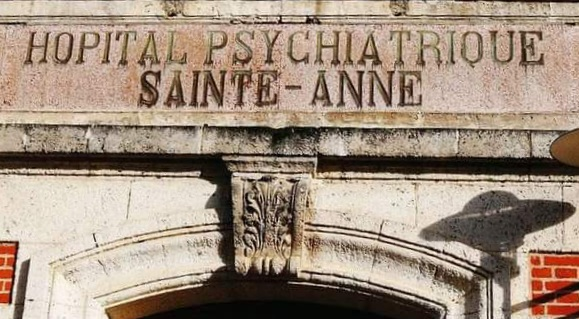
Enseigne en façade du bâtiment d'accueil.
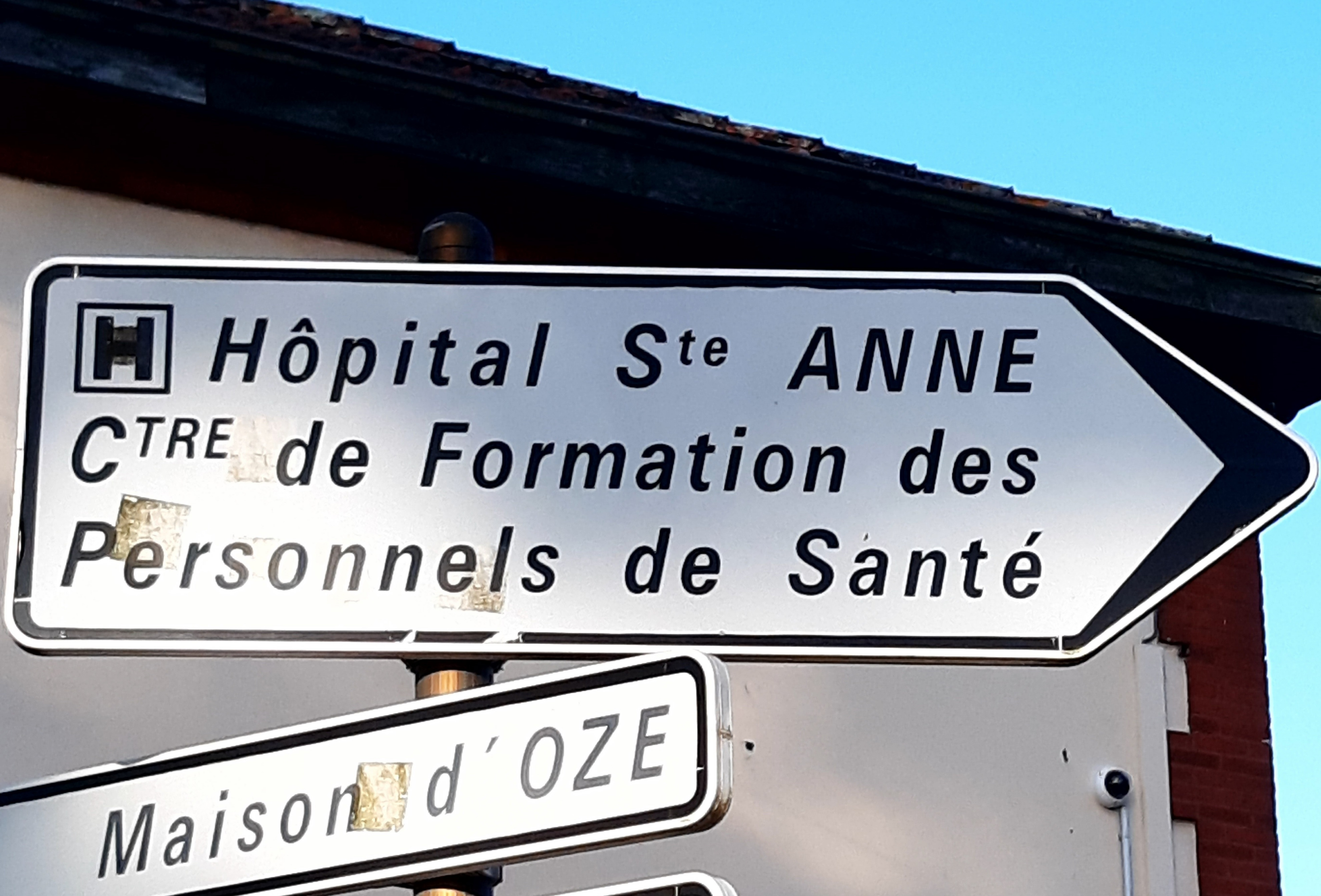
Panneau d'entrée.

### Situation géographique
L'hôpital Sainte-Anne se situe dans le quartier de Nonères, au nord-est de la commune de Mont-de-Marsan. Il est bordé à l'Ouest par l'avenue de Nonères, au Nord par le boulevard Simone Veil, à l'Est par le ruisseau de Capcornau et au Sud, par la Douze. Une source d'eau chaude jaillit sur son site. Le cimetière de Sainte-Anne, où malades et parfois médecins étaient enterrés, se trouve plus à l'Est, dans un site boisé à l'extérieur de ses limites.

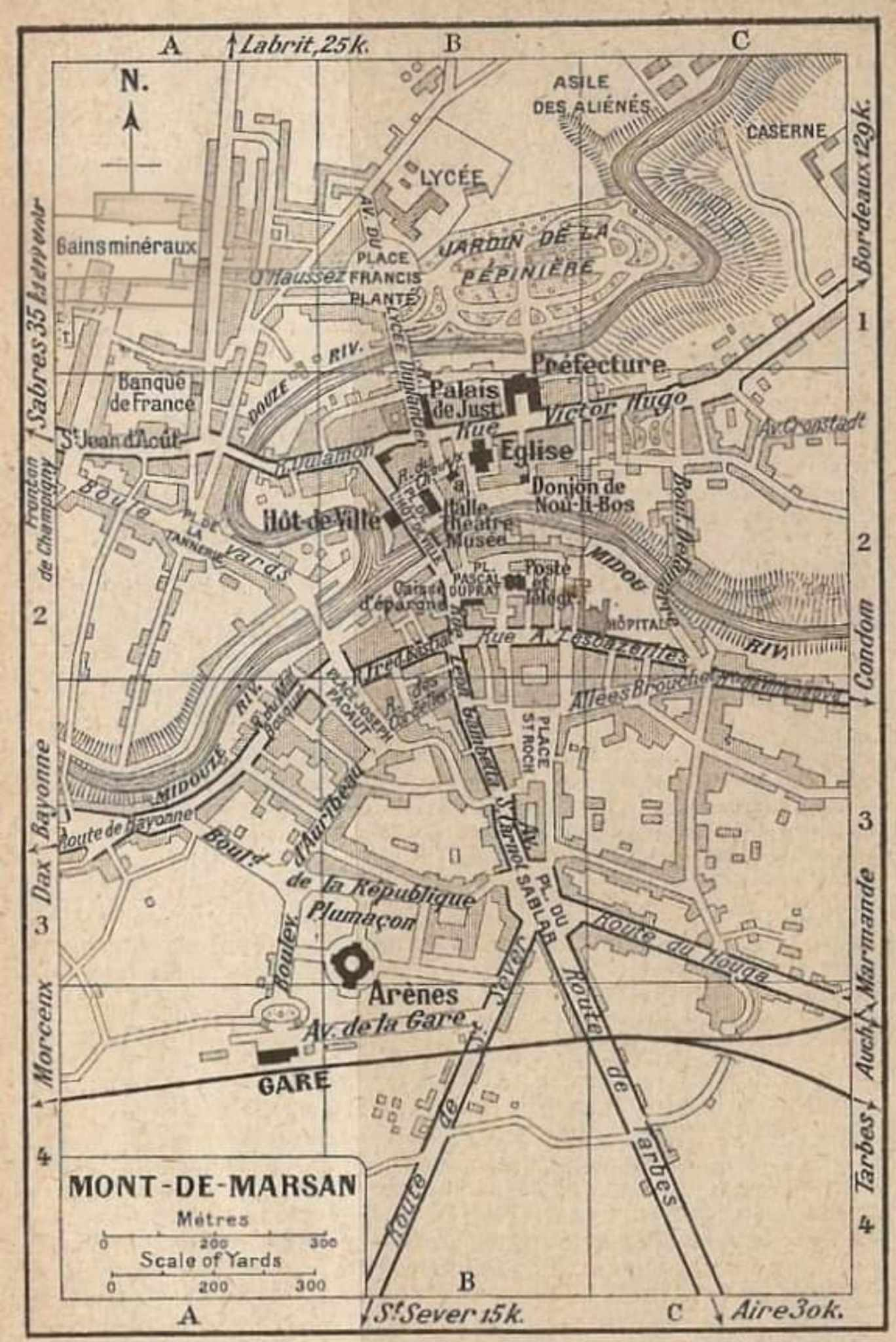
Situation de l'asile des aliénés, sur un plan ancien, au nord de la ville.
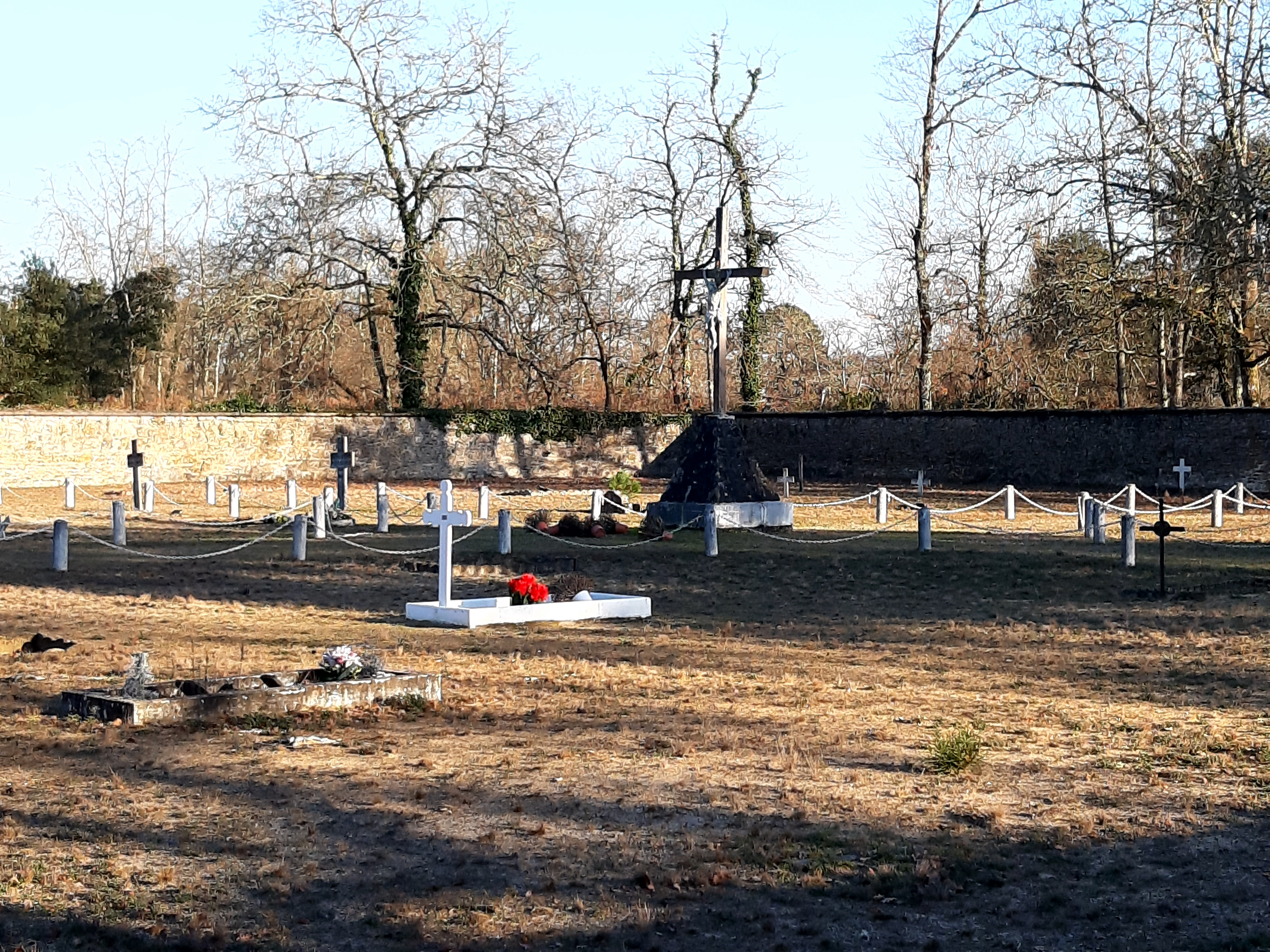
Cimetière Sainte-Anne.
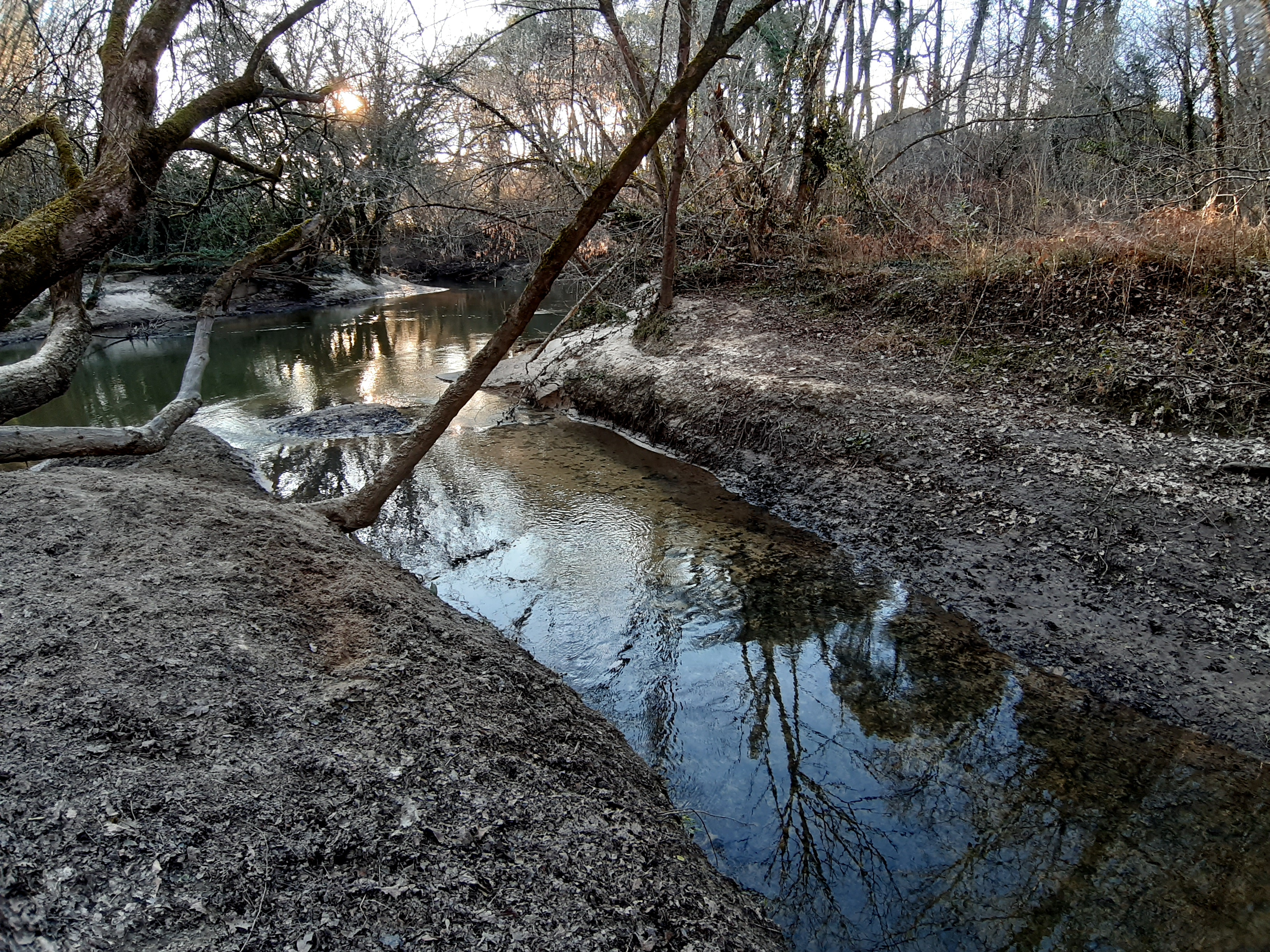
Dernière section du Capcornau et sa confluence avec la Douze, entre l'hôpital et le cimetière Sainte-Anne.

### Nom
Sur la paroisse de Saint-Martin-de-Nonères se trouvait au Moyen Age le petit hôpital de la commanderie Sainte-Anne du Capcornau relevant de l'Ordre des Hospitaliers. Situé à l'emplacement de l'actuel hôpital psychiatrique de Mont-de-Marsan, il constituait la dernière étape des pèlerins de Saint-Jacques-de-Compostelle à l'approche de la cité sur la voie limousine, accessible par la pont de la May de Diù franchisant la Douze.
Le nom de Sainte-Anne est repris en 1912 et donné à l'asile d'aliénés, tenu à ses débuts par des religieuses. La religion chrétienne compte plusieurs personnages portant le nom de Sainte-Anne, on ignore en réalité si l'hôpital est voué à la mère de Marie ou à une autre sainte du même nom.

### Historique
L'hôpital Sainte-Anne est créé par décision du Conseil général des Landes, dont certains élus sont médecins (Victor Lourties notamment ou Ernest Daraignez, qui est également maire de Mont-de-Marsan). Sa dénomination d'origine est Asile d'aliénés Sainte Anne. Débutés en décembre 1907, ces travaux de construction sont réceptionnés la 30 novembre 1912.
Le Conseil général envisage initialement d'implanter l'asile dans le château de Poyanne qu'il compte acquérir à cet effet. Mais celui-ci s'avère trop petit et d'un coût trop élevé. Le conseil municipal de Mont-de-Marsan insiste quant à lui pour accueillir l'asile sur son territoire et consent un prêt de 200 000 francs au Département pour aider le financement. Il est finalement édifié sur le site qu'il occupe toujours actuellement, en remplacement deux métairies (celle de Claverie et celle du Pigeonnet) du quartier de Nonères, occupant à l'origine une superficie de 60 hectares.
Origines (1823-1911)
En 1823, les conseillers généraux des Landes, constatant qu'il existe dans leur département « un certain nombre d'individus attaqués de folie, qui compromettent chaque jour a sécurité publique », formulent le souhait de  construire dans l'hospice de Mont-de-Marsan (l'hôpital Lesbazeilles) « un quartier destiné à retenir ou traiter les aliénés jusqu'à ce qu'ils puissent être admis (...) à Pau ». Cette réflexion s'inscrit dans le cadre d'une circulaire du ministre de l'intérieur  du 16 juillet 1809 sur « l'amélioration du sort des aliénés » et des travaux des aliénistes tels que Jean-Étienne Esquirol, qui vient de publier un rapport « Des Etablissements des aliénés en France ». Les budgets sont votés et le bâtiment, « doté de toutes les commodités souhaitables », est entièrement construit en 1827.
La loi du 30 juin 1838 sur l'enfermement des aliénés donne un statut juridique aux malades mentaux et fait obligation aux départements français de les prendre en charge. Faute d'établissement dédié, les malades landais continuent de transiter par le pavillon qui leur est dédié à l'hospice du centre-ville avant d'être envoyés vers les hôpitaux spécialisés d'Auch ou de Pau, moyennant rétribution à la charge du Conseil général. Pour cesser ces dépenses et se mettre en conformité avec la loi, le département des Landes, après deux projets avortés (1889, 1898), vote  en date du 20 août 1901 le principe de construction d'un asile et en confie la maîtrise d'œuvre au l'architecte du département, Loustau, et l'architecte de la ville, Henri Dépruneaux (1867-1953). Les plans sont tracés suivant un dispositif pavillonnaire et les travaux sont achevés  en 1912. Avec 550 places, la capacité du nouvel établissement excède les stricts besoins du département, ce qui lui permet à son tour d'accueillir des malades venant d'ailleurs et de générer ainsi des revenus. Il reçoit notamment 300 malades venus de la région parisienne après négociation avec le préfet de la Seine.
Fonctionnement de l'asile (1912-1939)
Les plans de Sainte-Anne sont identiques à ceux des autres asiles de l'époque, réalisés selon le modèle conçu par le docteur Parchappe. On y trouve d'abord un bloc administratif puis les cuisines, les bains, la chapelle et la morgue. Le long de cet axe se répartissent les pavillons, avec les hommes d'un côté, les femmes de l'autre. À l'écart des pavillons se trouvent les colonies, lieux de travail et de production repris des anciennes métairies. Les hommes s'occupent des bêtes et assurent les récoltes tandis que les femmes font des travaux de lingerie et de buanderie. L'asile dispose de sa propre étable, sa porcherie, ses productions agricoles. Il peut vivre en quasi autarcie, comme un village dans la ville, et fonctionne ainsi jusqu'au début de la Seconde Guerre mondiale.

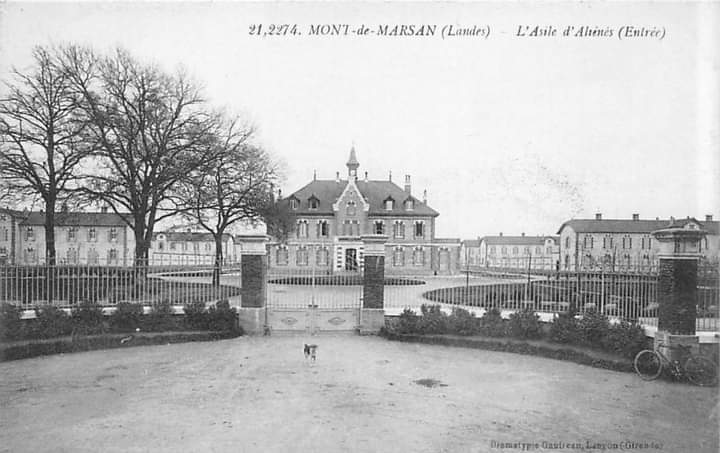
Entrée principale de ce que l'on appelle alors l'« asile d'aliénés ». Le bâtiment administratif au centre est encadré par les rangées de pavillons sur chaque côté.

Ouvert dès janvier 1912, ce sont des religieuses en assurent le fonctionnement, avant d'être rapidement remplacées par un médecin généraliste unique, secondé par des gardiens. Ce médecin fait également office de directeur, pour 550 malades. On ne peut pas parler de soin à l'époque, où seule la neurologie existe mais pas encore la psychiatrie. L'objectif n'est pas tant de soigner que d'assurer la sécurité publique en mettant les aliénés à l'écart. Leurs lits sont fixés au sol et les malades attachés dessus, habillés d'une camisole de force. Les premières thérapies sont rudimentaires. Elles incluent l'hydrothérapie (d'où le positionnement central des bains) des années 1920 et les électrochocs à partir de 1936. Les sirops sédatifs (le laudanum et autres dérivés opiacés mais aussi les tisanes à base de tilleul) sont moins agressifs et préfigurent la suite où la chimie prend toute sa place. L'asile devient hôpital psychiatrique en 1939 mais il est réquisitionné en juin 1940 par l'armée d'occupation allemande.
Occupation allemande (1940-1944)
À l'issue de la bataille de France, l'armistice du 22 juin 1940 est signé et les troupes d'occupation pénètrent dans Mont-de-Marsan le 27 juin 1944. L'hôpital Sainte-Anne est alors immédiatement réquisitionné pour y loger la Luftwaffe (armée de l'air). En décembre 1940, il finit par être entièrement investi par l'occupant, qui laisse quinze jours au personnel hospitalier et aux patients pour quitter les lieux. La plupart des malades expulsés décèderont dans cet exode forcé. Les Allemands construisent des fortifications (Blockhaus) dans le parc de l'hôpital, visibles depuis le Boulevard nord. La libération de Mont-de-Marsan intervient le 21 août 1944. Quelques soldats sud-africains et kenyans, supplétifs de l'armée britannique capturés par les Allemands lors de la bataille d'El Alamein et détenus dans des camps de prisonniers de la ville sont enterrés dans le cimetière de l'hôpital Sainte-Anne, après leur décès probablement dû à la tuberculose.

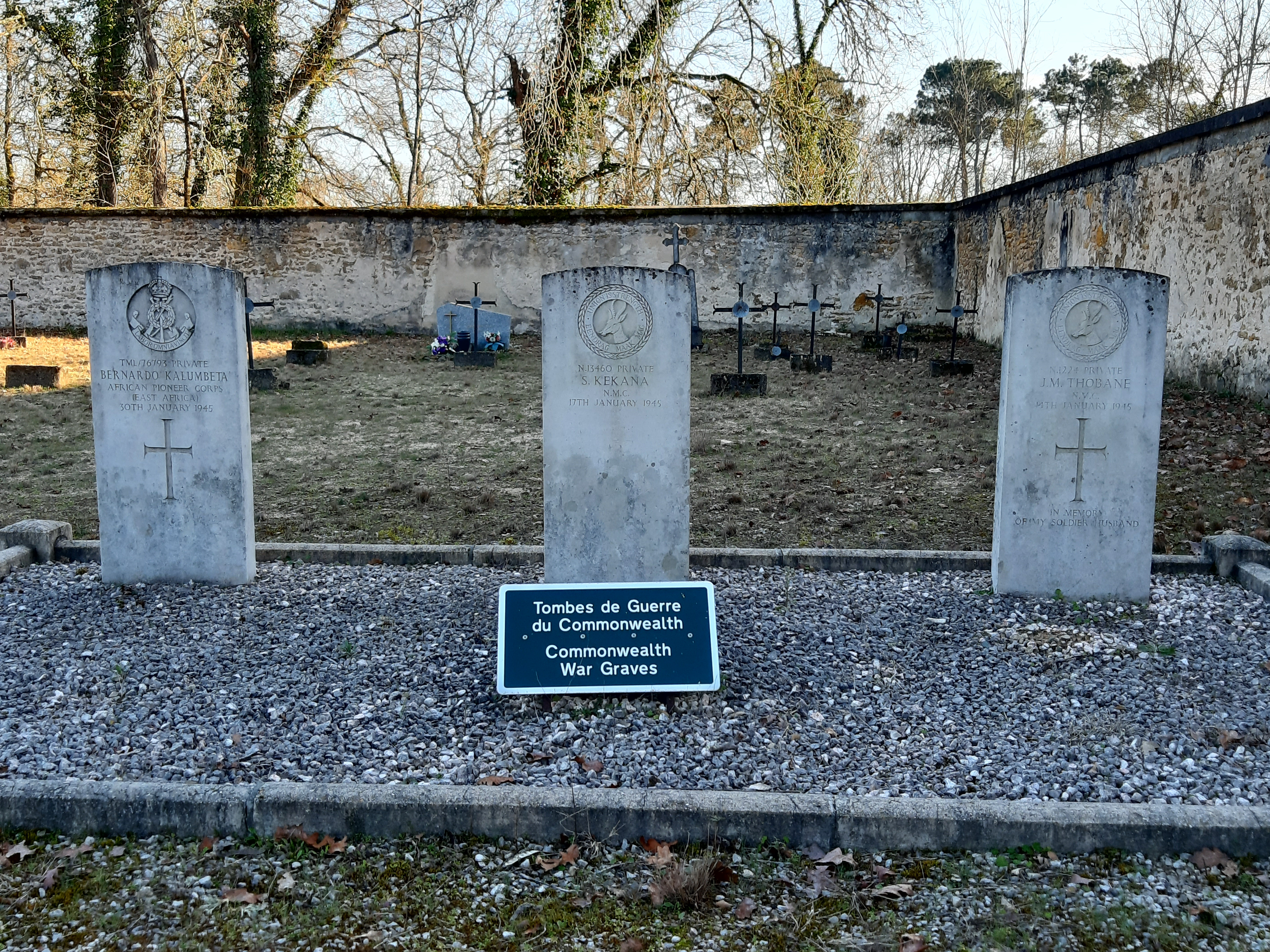
Tombes de guerre du Commonwealth dans le cimetière de l'hôpital.

Débuts de la psychiatrie (après 1944)
Dans l'après-guerre, l'arrivée du Gardénal, de l'insuline, puis du Largactil (en 1954), des antidépresseurs (en 1957) révolutionnent la psychiatrie. La camisole en tissu est remplacée par la camisole chimique. Parallèlement, les gardiens deviennent des soignants et en 1955 est mise en place la première formation  d'infirmiers de secteur psychiatrique. Dans les années 1970, les neuroleptiques retard font leur apparition, entraînant un nouveau bouleversement en permettant que les malades sortent en diminuant les risques de rechute.
Géothermie
Depuis 1978, l'hôpital Saint-Anne, la Base aérienne 118 et la résidence Hélène Boucher sont chauffés par des eaux à 60°C forées à 1850 mètres de profondeur par le gisement GMM1 situé avenue de Nonères.

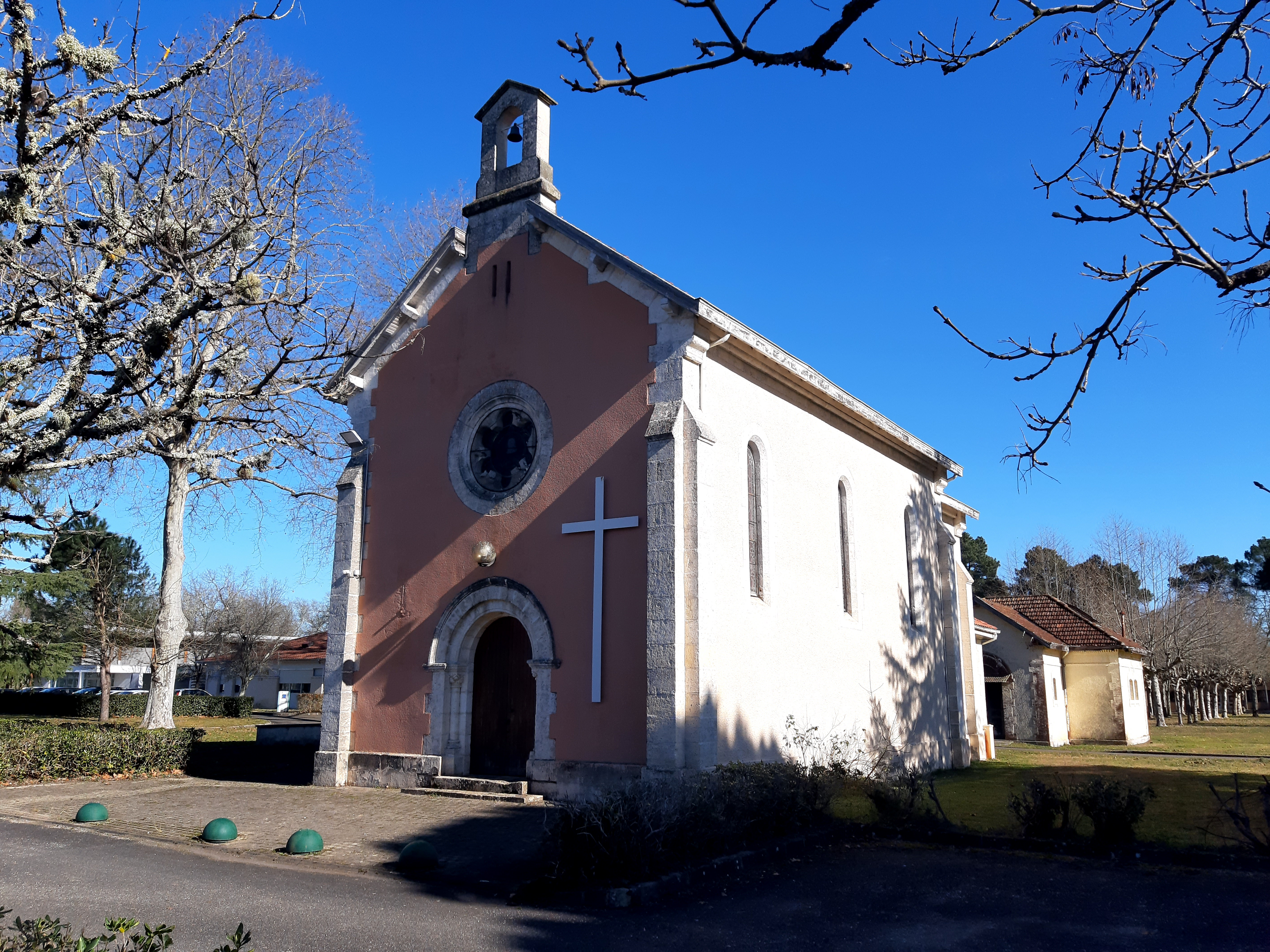
Chapelle de l'hôpital.
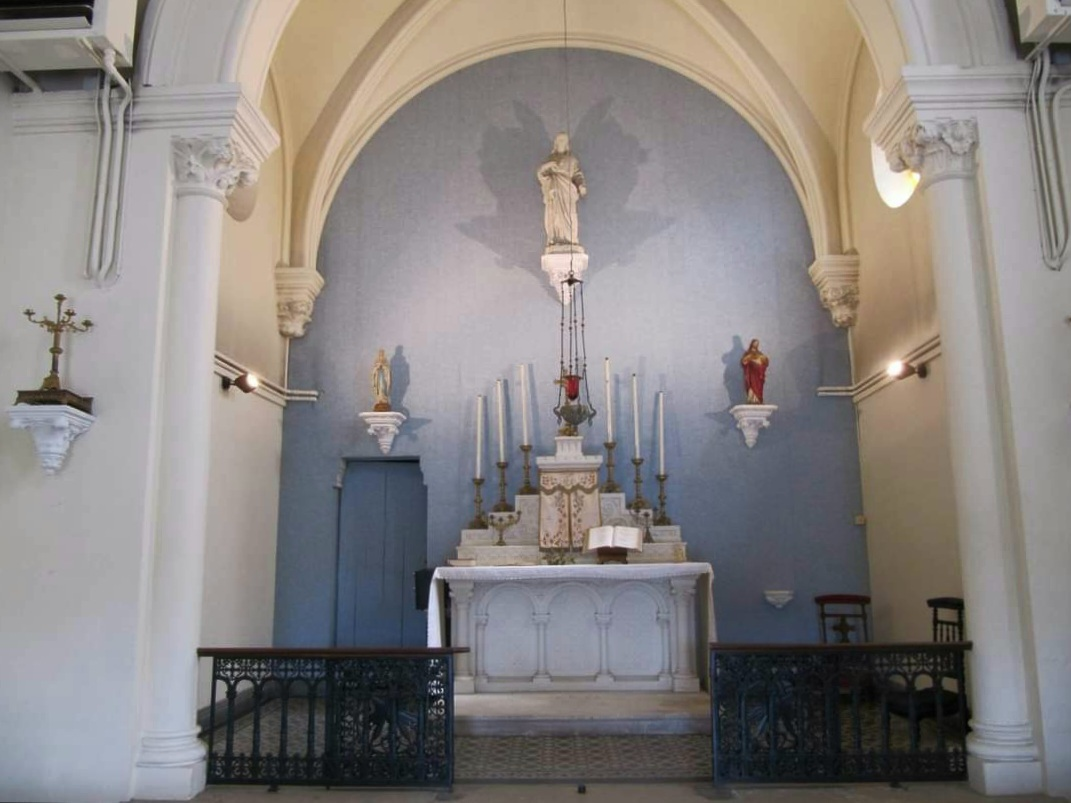
Chœur de la chapelle.
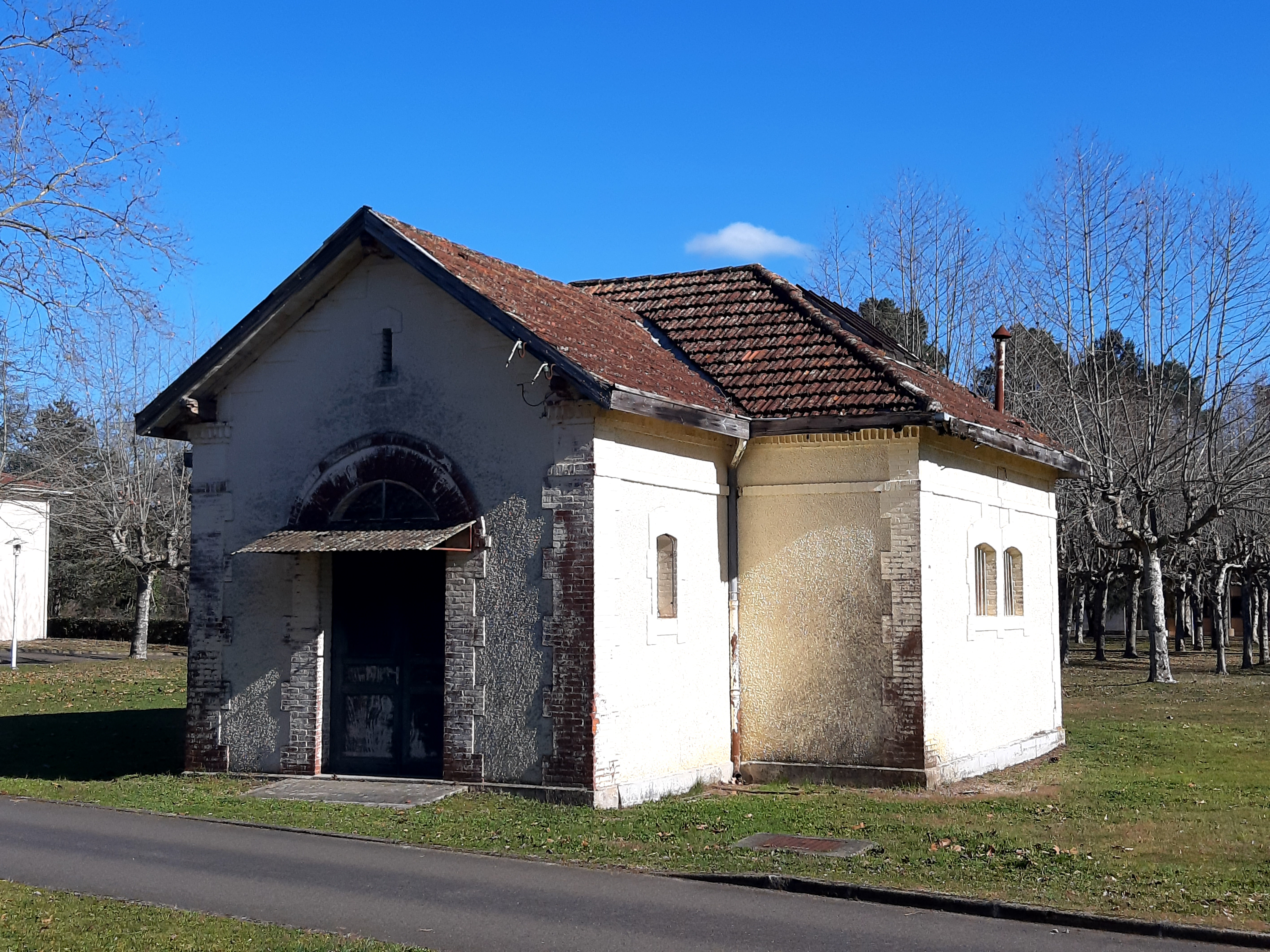
Morgue de l'hôpital, à l'arrière de la chapelle.

### Décès
Parmi les personnalités décédées à l'hôpital Layné figure les noms de :
- Jean Henri Tayan, peintre et décorateur natif de la ville et qui finit sa vie dans l'indigence. Recueilli par l'hôpital Sainte-Anne, il y décède le 17 juillet 1931, jour de son 76e anniversaire. Inhumé dans un premier temps dans le cimetière de l'hôpital, sa sépulture est transférée en 1932 vers le cimetière du centre, où la municipalité lui offre une concession[9] ;
- Henri Meunier, écarteur victime d'une tumade et transporté d'urgence à Sainte-Anne, où il décède le 22 avril 1934.